# Pedro Reinel

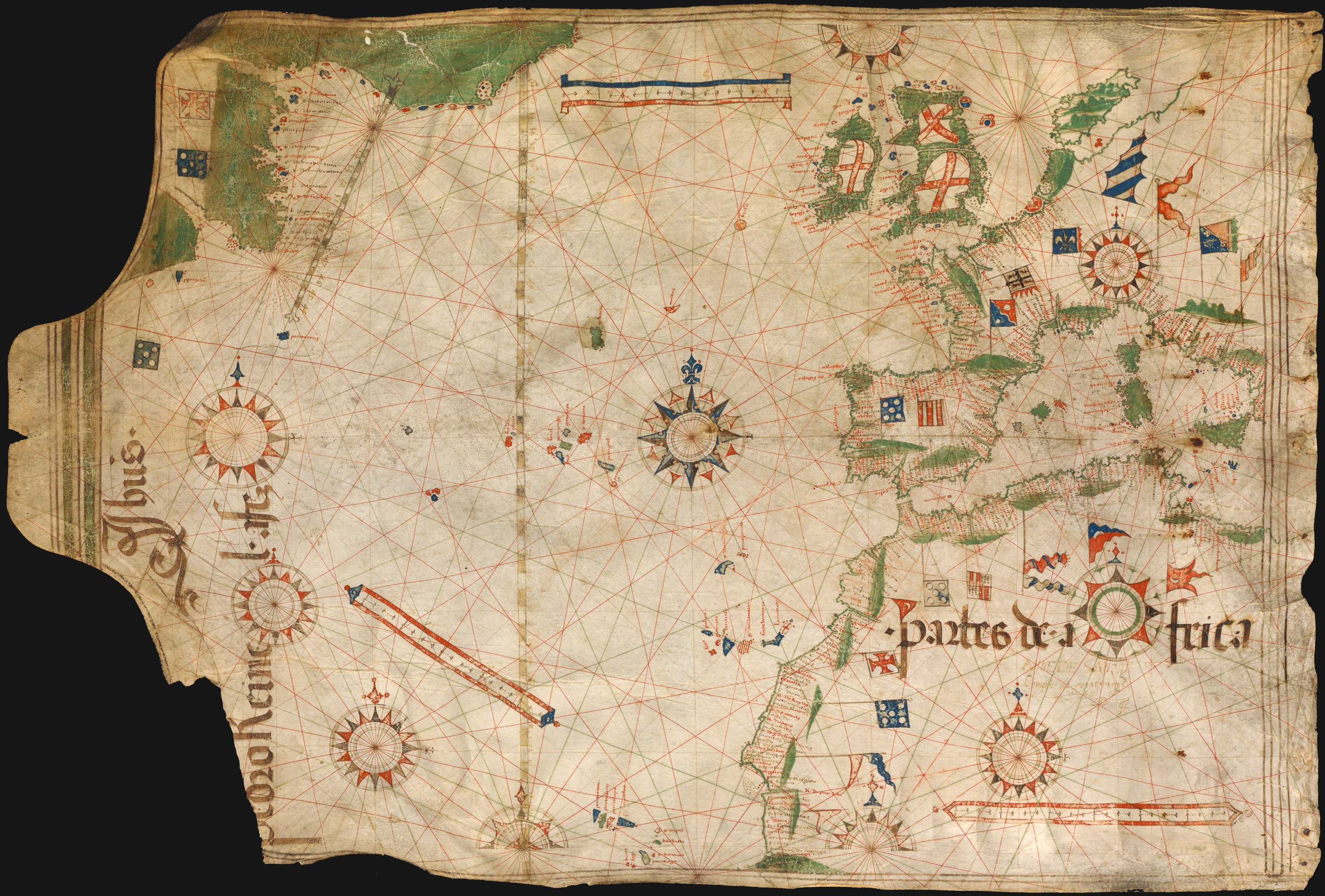
Atlantická mapa – portolánová mapa západní Evropy a Afriky, asi z roku 1504

Pedro Reinel (?–1542?) byl portugalský kartograf 16. století a autor nejstarší portugalské portolánové námořní mapy, která pokrývala západní Evropu a rovněž část Afriky. Tato mapa čerpala zejména z objevů učiněných Diogem Cãem v letech 1482–1485. Se svým synem Jorgem Reinelem a kartografem Lopem Homem se podílel na vzniku Atlasu Miller (1519). Reinelova Atlantická mapa (kolem 1504) je první známou námořní mapou s měřítkem a větrnou růžicí s jasně vyobrazenými liliemi.